# Nadine Prévost
Nadine Prévost z domu Fricault (ur. 7 maja 1951 w Sézanne) – francuska lekkoatletka, płotkarka, mistrzyni igrzysk śródziemnomorskich, olimpijka.

## Kariera sportowa
Odpadła w eliminacjach biegu na 50 metrów przez płotki na halowych mistrzostwach Europy w 1972 w Grenoble.
Zwyciężyła w biegu na 100 metrów przez płotki na igrzyskach śródziemnomorskich w 1975 w Algierze, wyprzedzając Ileanę Ongar z Włoch i Đurđę Fočić z Jugosławii. Zajęła 4. miejsce w tej konkurencji na letniej uniwersjadzie w 1975 w Rzymie.
Odpadła w półfinale biegu na 100 metrów przez płotki na igrzyskach olimpijskich w 1976 w Montrealu i w eliminacjach biegu a 60 metrów przez płotki na halowych mistrzostwach Europy w 1977 w San Sebastián. Zajęła 8. miejsce w biegu na 100 metrów przez płotki na letniej uniwersjadzie w 1977 w Sofii.
Była mistrzynią Francji w biegu na 100 metrów przez płotki w 1976, wicemistrzynią na tym dystansie w 1975 oraz brązową medalistką w 1972 i 1974. W hali był mistrzynią Francji w biegu na 60 metrów przez płotki w 1976 i 1977, wicemistrzynią (na 50 metrów przez płotki) w 1972 i brązową medalistką (na 60 metrów przez płotki) w 1975.
Jej rekord życiowy w biegu na 100 metrów przez płotki wynosił 13,34s, ustanowiony 5 września 1976 w Châlons-sur-Marne.